# SN 1996E
SN 1996E – supernowa typu Ia odkryta 14 lutego 1996 roku w galaktyce A101020-1233. W momencie odkrycia miała maksymalną jasność 22,20m.